# Ivar Maenss
Hans Ivar Maenss (* 1. November 1908 in Casablanca; † 28. Juni 2003 in Senscheid);  war ein deutscher Diplomat, der unter anderem zwischen 1970 und 1973 Botschafter in Kolumbien war.

## Leben
Maenss war bereits während des Dritten Reiches 1944 Mitarbeiter im Auswärtigen Dienst und trat nach Kriegsende wieder in den Dienst des Auswärtigen Amtes. 1953 fungierte er als Gesandtschaftsrat an der Gesandtschaft in Griechenland. 1955 war er Botschaftsrat an der Botschaft in Venezuela und gehörte damit zu den engsten Mitarbeitern des damaligen Botschafter Gerhart Weiz.
1964 wurde er zunächst stellvertretender Referatsleiter im Auswärtigen Amt, ehe er zwischen 1966 und 1970 Leiter eines Referates in der Personalabteilung des Auswärtigen Amtes war.
1970 wurde Maenns Botschafter in Kolumbien und damit Nachfolger von Joachim Schlaich, der wiederum als Vortragender Legationsrat Erster Klasse Leiter des Referats Außenpolitische Grundsätze der Entwicklungshilfe, Grundsätze der Kapitalhilfe und der Gewährleistungen im Außenhandel und Kapitalexport im Auswärtigen Amt wurde. Das Amt des Botschafters in Bogotá bekleidete er bis 1973 und wurde dann von Robert von Förster abgelöst, der zuvor Botschafter in Peru war.